# Mario Revelli di Beaumont

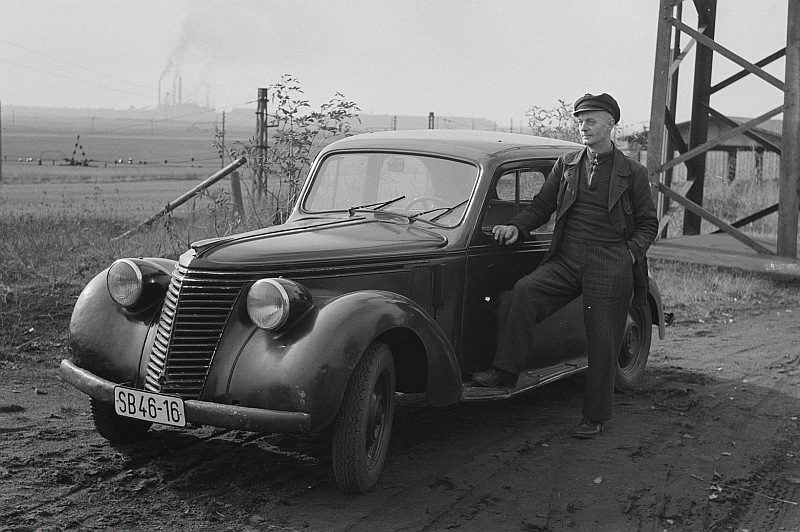
Fiat 1500 (1935)

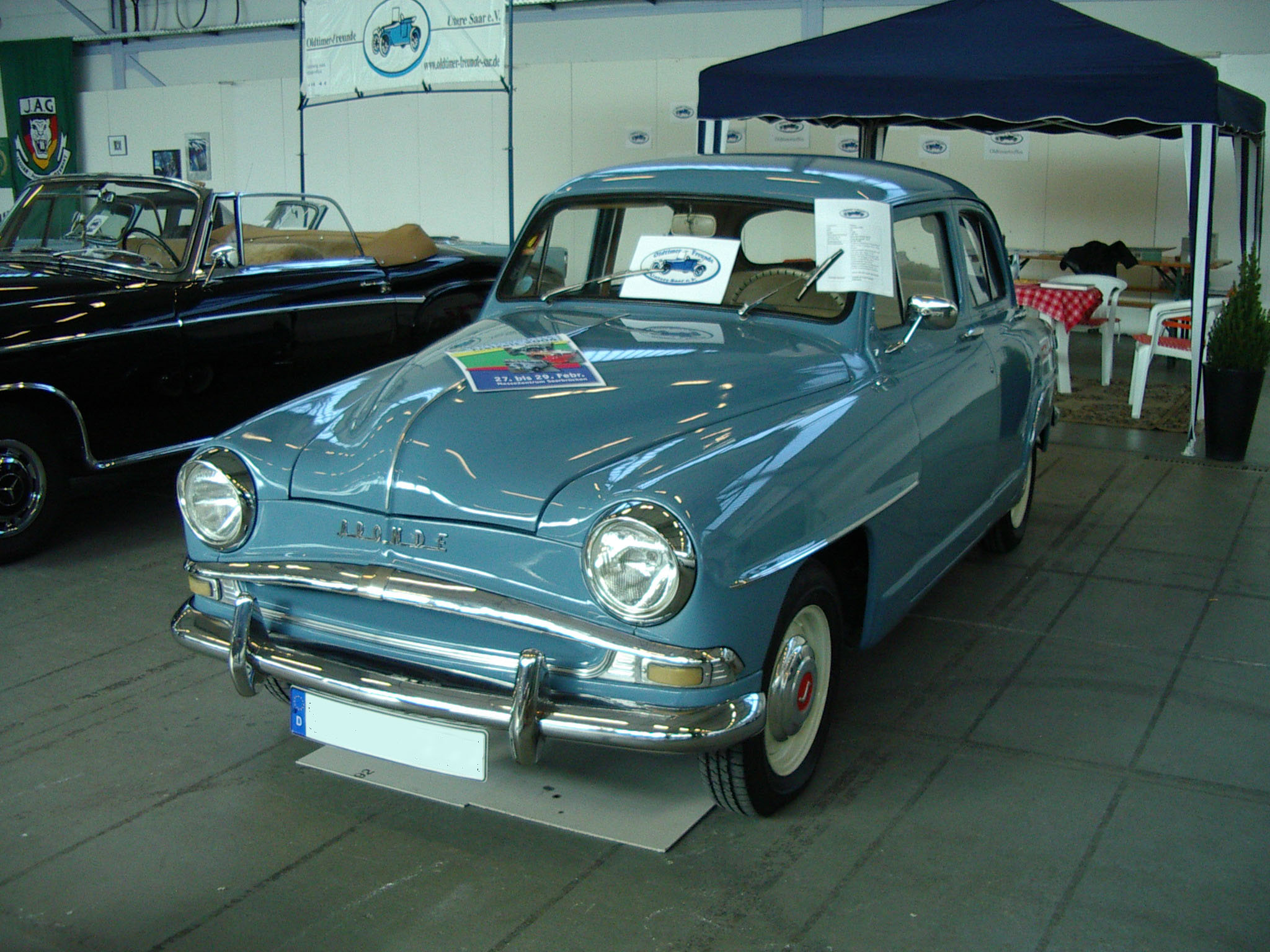
Simca Aronde (1954)

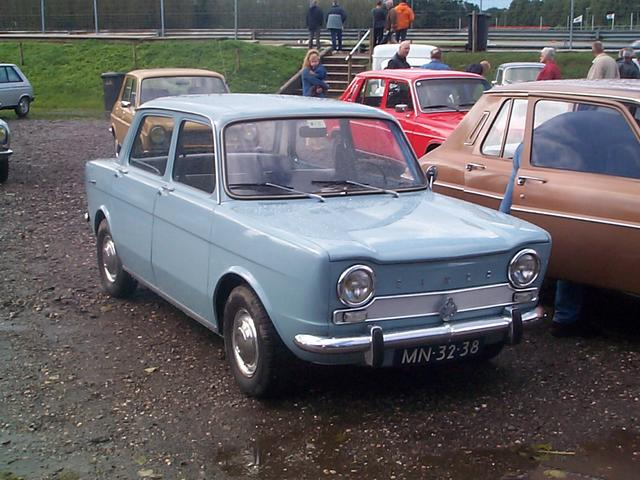
Simca 1000

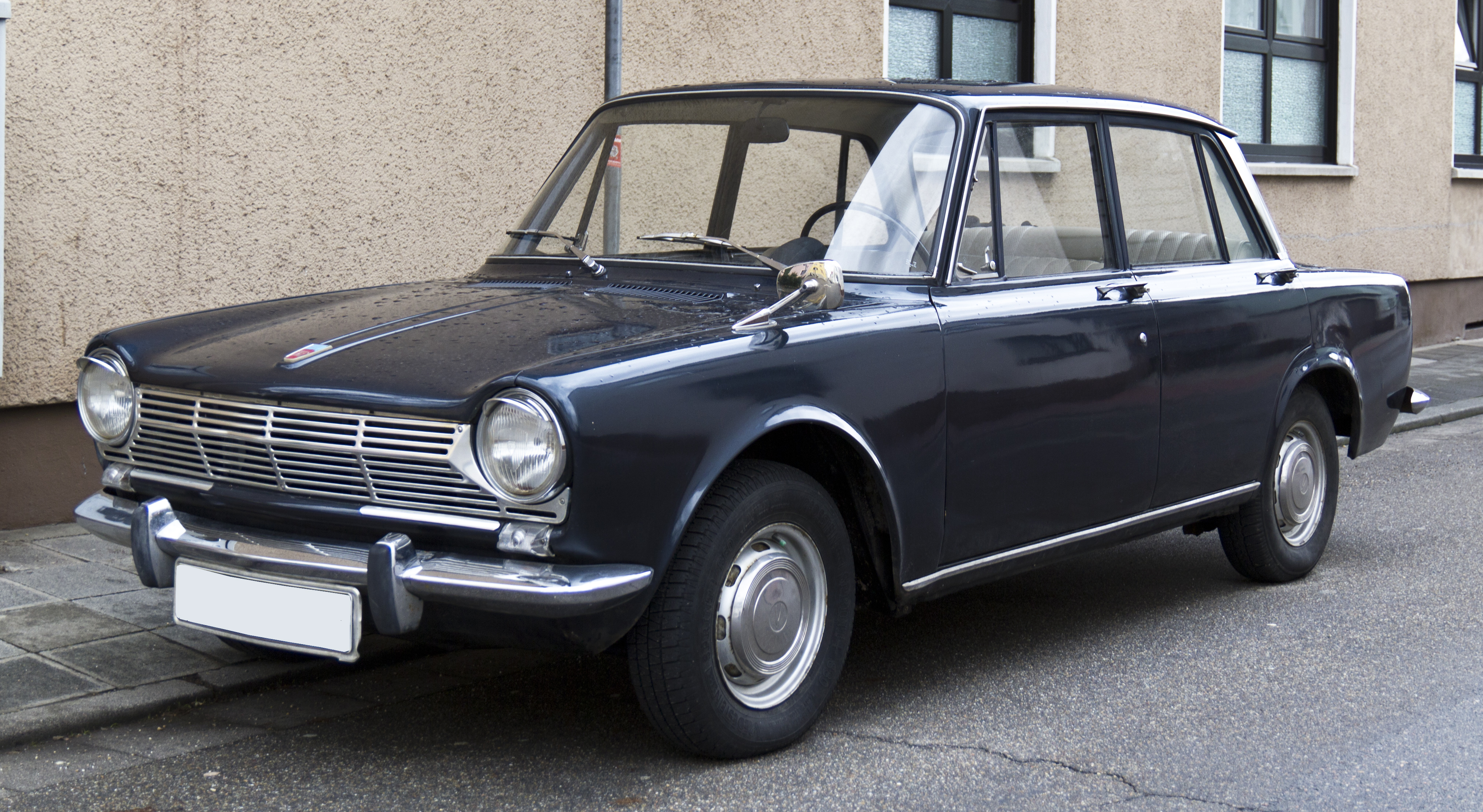
Simca 1300/1500 (1963)

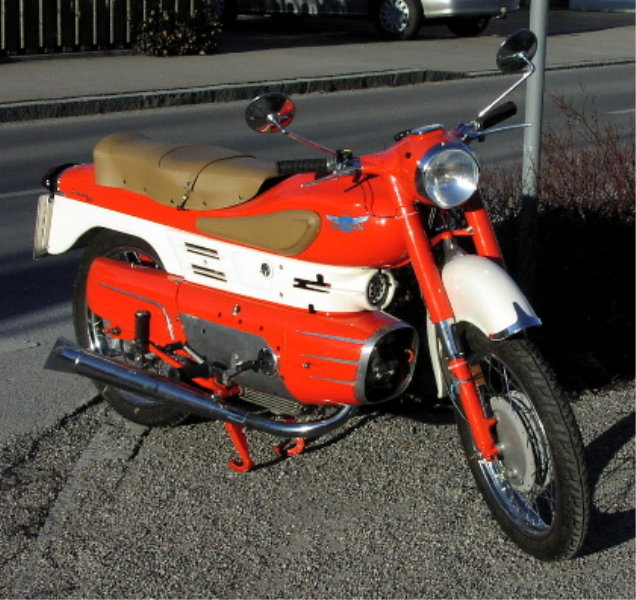
Motocicleta Aermacchi Chimera (1956)

Mario Revelli di Beaumont (25 de junio de 1907 - 29 de mayo de 1985) fue un diseñador de automóviles italiano. Corredor motociclístico en su primera juventud, es considerado uno de los fundadores del diseño automovilístico italiano, habiendo sido el estilista de numerosos modelos de Fiat y de Simca.

## Semblanza
Procedente de una familia de la nobleza piamontesa, el conde Mario Revelli heredó la pasión por la mecánica de su padre, Abiel Bethel Revelli di Beaumont, oficial de artillería del ejército del rey de Italia y diseñador de armas automáticas.
En 1922 asistió a la Real Escuela Militar de Nunziatella en Nápoles pero, al mismo tiempo, bajo la influencia de su hermano mayor Gino, dedicó parte de su tiempo al diseño de chasis de motocicletas, en nombre de la constructora mecánica. y concesionario de la marca italiana de motocicletas Galloni, que dirigía en Turín.

### Sus inicios en el motociclismo
Después de participar en algunas carreras de motos de aficionados en 1924, los dos hermanos construyeron la "GR 500", equipada con un motor monocilíndrico de 499 cm3 que le permitió a Mario ganar el Gran Premio de las Naciones en 1925 y el título de "Campeón de Europa FICM". Fue así como se dio a conocer al público en general con el sobrenombre de "Campeón Adolescente" que le fue atribuido por la prensa deportiva.
En 1926, Revelli participó en el Campeonato Italiano de Velocidad de Motociclismo, en la clase de los 500 cm3, que tuvo lugar el 2 de mayo. Terminó segundo después de una dura lucha mano a mano con Achille Varzi. El 11 de julio, en el "Circuit du Lario", se vio privado del podio debido a una explosión de un neumático en la última vuelta, justo antes de la meta. Su carrera deportiva terminó el 9 de abril de 1927, cuando un coche le cortó el paso y se estrelló accidentalmente en el Corso Vittorio Emmanuele II de Turín, destrozando la moto y obligándolo a recuperarse durante mucho tiempo para tratar sus graves heridas.

### Automóviles
Tras completar sus estudios en Nápoles, comenzó su carrera profesional en Turín en el taller de quien se convertiría en el maestro Pininfarina, donde contribuyó activamente a la creación de carrocerías para muchos coches "fuoriserie" (hechos a medida), típicos en Italia en aquel momento, a partir de chasis de prestigio como los del Isotta Fraschini o del Fiat 525.
Habiendo adquirido una buena reputación, muchos otros importantes talleres de carrocería italianos se fijaron en él, en particular Ghia, Garavini, Montescani o Casaro. En 1929 se incorporó al fabricante italiano de automóviles Fiat y a su división de Carrocerías Especiales, donde se dedicó principalmente al diseño de modelos deportivos y de lujo. También participó en el desarrollo de varios otros modelos de nivel y producción más populares, y operó en la división Fiat Aviazione, donde diseñó las cabinas de los aviones de combate Fiat.
En 1930, el taller de carrocería Farina se convierte en la empresa Pininfarina y Mario Revelli di Beaumont obtiene de la dirección de Fiat la condición de consultor externo para poder colaborar también con esta nueva entidad, a cuyo fundador Gian-Battista Pinin Farina conocía bien.
En 1935, firmó la línea muy innovadora de la época, el Fiat 1500, un sedán aerodinámico de alto nivel con un motor de 6 cilindros, gracias a la estrecha relación de confianza que mantuvo con el fundador de Fiat, el senador Giovanni Agnelli. Muchos años después, en la década de 1980, mientras seguía enseñando en la Escuela de Artes Aplicadas y Diseño de Turín, contó cómo había reaccionado Agnelli ante la presentación del modelo en yeso a escala de 1:1 del futuro Fiat 1500 en el taller de las oficinas de diseño de Fiat ubicadas en el último piso del edificio general de la nueva fábrica Fiat de Mirafiori. Después de observar el modelo con mucho cuidado desde todos los ángulos, dijo en piamontés: "A'm pias propi nen" (Realmente no me gusta). Frente al rostro consternado de Revelli, quien le preguntó: "Senador, pero entonces ¿no lo fabricaremos?" A lo que le respondió secamente: "No, fumla püra, a l'ha nen da piaseme a mi". (No, hazlo, no debe agradarme solo a mí).
A mediados de la década de 1930, diseñó las carrocerías de muchos coches deportivos. 
Desde la segunda mitad de la década de 1930, trabajó principalmente con las oficinas de diseño de Pininfarina, Viotti y Bertone. En ese momento, la tendencia en Europa eran las líneas sinuosas y aerodinámicas, con carenados imponentes. Este estilo, bautizado como "extravagante", se hizo conocido a la vez que Mario Revelli, su mejor defensor en Italia. En este sentido, cabe mencionar la construcción en 1938 de un autobús equipado con una estación de radio móvil, construido por Viberti sobre un chasis Alfa Romeo por encargo de la compañía de radio italiana que se convertiría en la RAI en 1954.
En 1940 diseñó el proyecto de un monovolumen para taxis y al año siguiente un coche urbano de 3 ruedas (el Elettropattino), ambos propulsados por un motor eléctrico.
Con el estallido de la Segunda Guerra Mundial, se dedicó a la transformación de modelos civiles en vehículos militares. De particular importancia será su participación en la adaptación del Fiat 1100 a una ambulancia con la Carrozzeria Viotti en Turín. Poco antes del final de la guerra, sería apresado por los alemanes debido a pertenecer a la nobleza italiana, bajo la sospecha de ser fiel a la monarquía. Fue liberado por los partisanos.
Tras la guerra, Mario Revelli di Beaumont reanudó su colaboración con Pininfarina, Fiat, Siata y Viotti, empresa esta última en la que utilizará su experiencia en el diseño de ambulancias para desarrollar su famoso concepto de “carrocería funcional” que materializará con el “Fiat 1100 Viotti Giardinetta” en 1946. Este coche marcará el nacimiento de los modernos coches familiares.
En 1952, por encargo de General Motors, se trasladó a Estados Unidos para formar la oficina de diseño, proyecto y construcción de pequeños coches urbanos.
En 1954 regresó a Italia, donde comenzó a trabajar para Simca, la filial francesa del fabricante italiano Fiat, para quien adaptó la carrocería del Simca 8, basado en el Fiat 508C Balilla, y diseñó el Simca Aronde. Su principal intervención para el fabricante francés seguirá siendo la línea del Simca 1000, creada sobre un proyecto de Fiat. También participó en la definición del Simca 1300/1500.
También firmó el diseño del proyecto de la motocicleta futurista "Quimera" del fabricante italiano Aermacchi, presentada en el Salón del Automóvil de Milán de 1956.
Durante los años que pasó en Fiat, trabajó en ciertos proyectos especiales, como el concepto de monovolumen, muy innovador para la época y que conducirá en 1957 a lo que años después llegaría a ser el Fiat Multipla. Estos estudios y proyectos quedarán sin resolver durante varios años y Fiat no los utilizará hasta unos veinte años después.
En 1963 volvió a colaborar en nuevos proyectos con Pininfarina, hizo nuevos contactos y se convirtió en consultor de empresas del otro lado del Atlántico.
Su estilo muy personal tuvo una gran influencia en las producciones de Pininfarina, en particular en tres jóvenes diseñadores de la compañía que tendrían mucho éxito: Giovanni Michelotti, Felice Bianchi y Franco Martinengo.
Continuó impartiendo clases y conferencias en la Escuela de Arte y Diseño de Turín y en el Art Center College of Design de Pasadena, California. A lo largo de su carrera, presentó 35 patentes entre las que destacan el deflector, el cierre centralizado, el tirador empotrado, el parachoques absorbente de energía y la dirección antivibración.
Mario Revelli di Beaumont murió el 29 de mayo de 1985 en Grugliasco y es considerado uno de los padres fundadores del diseño automotriz italiano.

## Principales realizaciones
- Motocicleta GR 500
- Modelos fuoriserie sobre chasis Isotta Fraschini y Fiat 525
- Fiat 1500
- Autobús Alfa Romeo EIAR
- Ambulancia Fiat 1100
- Fiat 1100 Viotti Giardiniera
- Simca 8
- Simca Aronde
- Simca 1000
- Simca 1300/1500
- Motocicleta Aermacchi Chimera

## Reconocimientos
- En 1999, la Global Automotive Elections Foundation nominó a Revelli di Beaumont entre un grupo de veinticinco diseñadores que competían por la designación como Diseñador Automotriz del Siglo.